# Cotesia congregata
Cotesia congregata — паразитоидная оса из рода Cotesia. Род особенно известен использованием полиднавирусов. Паразитоиды отличаются от настоящих паразитов тем, что паразитоид в конечном итоге убивает своего хозяина или иным образом его стерилизует.

## Жизненный цикл
Взрослые осы откладывают яйца в личинок табачного бражника в их 2-го или 3-го возраста (каждая возрастная стадия является стадией между линьки, то есть второй возрастной стадии является этап жизни после первой линьки и перед второй линьки) и в то же время вводит симбиотические вирусы в гемоцель хозяина вместе с некоторым ядом. Вирусы сбивают внутренние защитные реакции рогатого червя. Яйца вылупляются в гемоцеле хозяина в течение двух-трех дней и одновременно высвобождают особые клетки из серозной оболочки яйца. Эти особые клетки, называемые тератоцитами, вырастают и становятся гигантскими клетками, видимыми невооруженным глазом. Тератоциты выделяют гормоны, которые работают в тандеме с вирусом и ядом осы, чтобы остановить развитие хозяина. После вылупления в гусенице личинки осы претерпят 2 линьки в гемоцеле гусеницы-хозяина, и через 12-16 дней после откладки яиц личинки осы 3-го возраста выйдут из гусеницы и прядут коконы, из которых летают взрослые осы, примерно через 4-8 дней.
У этого насекомого самые короткие жгутиковые сперматозоиды у животных — 6,6 мкм в длину (ядро и жгутик), что в 8800 раз короче самых длинных (Drosophila bifurca).
Куколки осы могут сами заражаться хальцидными осами рода Hypopteromalus.